# Heteropogon arizonensis
Heteropogon arizonensis är en tvåvingeart som beskrevs av Wilcox 1941. Heteropogon arizonensis ingår i släktet Heteropogon och familjen rovflugor. Inga underarter finns listade i Catalogue of Life.